# Synagoge (Połaniec)

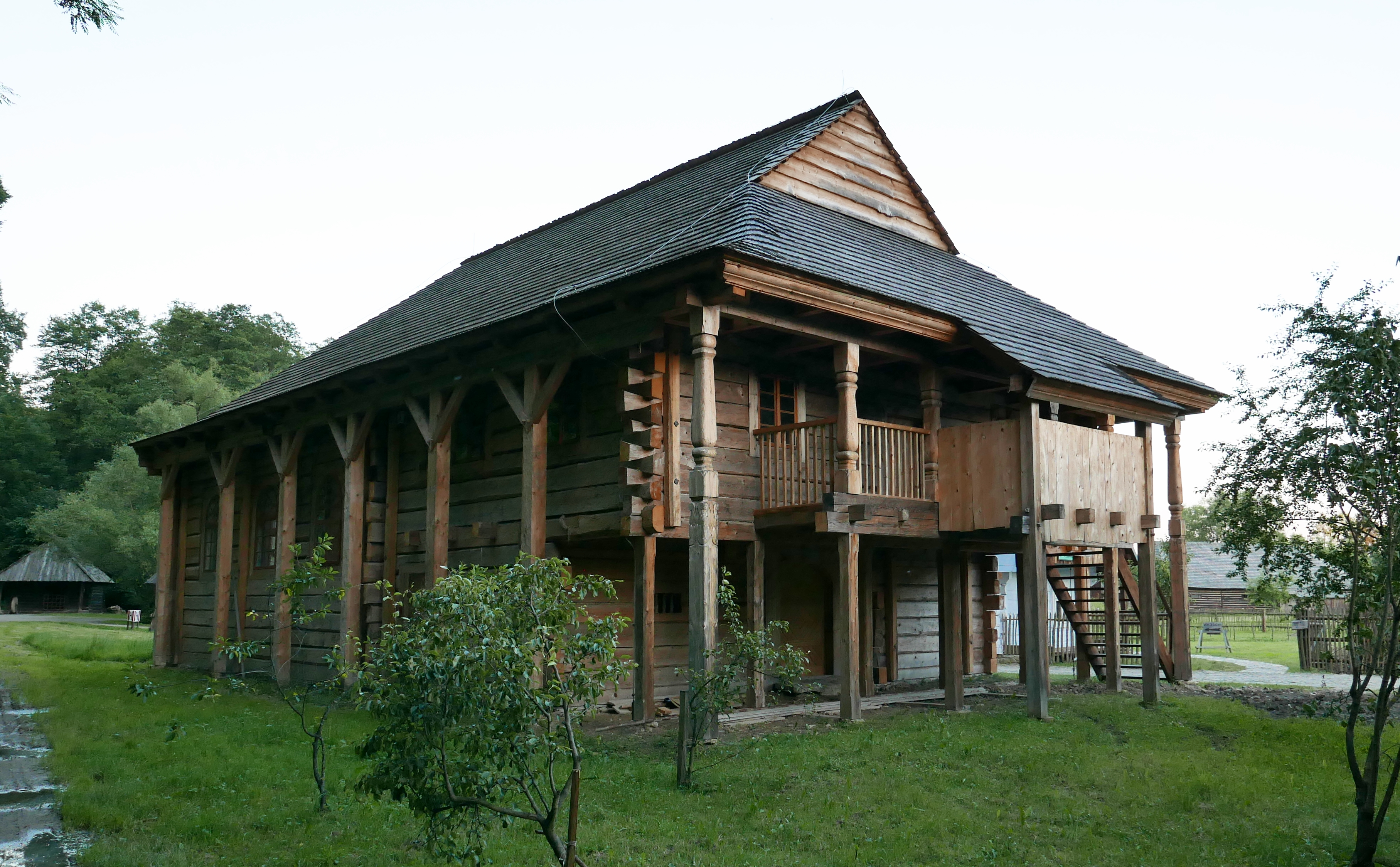
Replika der Synagoge (2020)

Die hölzerne Synagoge in Połaniec, einer Stadt in der polnischen Woiwodschaft Heiligkreuz, wurde Mitte des 18. Jahrhunderts gebaut und im Zweiten Weltkrieg von den deutschen Besatzern zerstört.
Ein rekonstruiertes Gebäude steht in Sanok.

## Geschichte
Erste Informationen über eine hölzerne Synagoge in Połaniec stammen von 1727. In 1744 wurde eine neue Synagoge errichtet, die aber bereits 1757 fundamental umgebaut wurde.
In der folgenden Zeit wurden immer wieder weitere Renovierungen durchgeführt.
Das Gebäude wurde 1943 völlig zerstört. Nach 2014 wurde im Open-Air-Museum für
Volksbauweise im 150 km entfernten Sanok ein Nachbau errichtet.

## Architektur
Die rechteckige Synagoge hatte ein Walmdach mit einem kleineren Giebel im Westen. Das Dach ragte ein gutes Stück über das Gebäude hinaus und wurde an allen vier Seiten durch Holzpfeiler abgestützt.
Im Westen befanden sich ebenerdig ein Vestibül und ein weiterer Raum. Daran schloss sich die Haupthalle, der Gebetsraum der Männer, an. Über Vestibül und Nebenraum war der Gebetsraum der Frauen, der über eine äußere Treppe erreichbar war. Im mittleren Drittel des Vorbaus war ein weiterer kleiner Vorbau. Die Haupthalle hatte rechteckige, die anderen Räume hatten kleinere, quadratische Fenster.
Die Bima in Form einer achteckigen Laube stand nahezu in der Mitte des Hauptraums und war von einer Balustrade umgeben.
Der Toraschrein an der Ostwand war von einem Säulenpaar eingerahmt und hatte einen Aufsatz mit einer Krone.